# Маргарета Савоја Палеолог
Маргарета Савојска (21. јун 1382. или 1390. године— 23. новембар 1464. године) била је маркиза од Монферата и монахиња доминиканка.

## Породица
Маргарета је била најстарија од четворо деце — све ћерке — била је ћерка Амадеа Савојског, господара Пијемонта (и титуларног кнеза од Ахаје), и његове жене кнегиње Катарине Женевске.
Њени баба и деда по оцу били су Ђакомо Савојски, титуларни кнез од Ахаје, и његова друга жена кнегиња Сибила од Боа. Њена бака и деда по мајци били су Амадео VIII, гроф од Женеве, и Махаут д'Аувергне. Њихово право на трон Ахаје потекло је од њеног прадеде Филипа Савојског, најстаријег сина Томе III од Пијемонта и Гије од Бургундије. Филип се оженио Изабелом од Вилардуена, кнегињом од Ахаје, и са њом је владао од 1301. до 1307. године. Обоје их је свргнуо кнез Филип I од Таранта, али су наставили да претендују на титулу. Међутим, Ђакомо је био Филипов син од његове друге жене Катарине де ла Тур ду Пин и његова пертензија да је наследник кнегиње Изабеле Вилардуен била је спорна.

## Брак
Маргарета се 17. јануара 1403. године, удала за Теодора II, маркиза од Монферата, члана династије Палеолога и потомка цара Андроника II Палеолога по мушкој линији. Маркиз Теодор II Палеолог је био удовац након смрти друге супруге маркизе Жане од Бара, ћерке Роберта I, војводе од Бара, и војвоткиње Марије Валоа. Њена побожност се повећала након што је чула проповед Винсента Ферера, који је провео неколико месеци у Монферату. Овај брак је трајао петнаест година, али је био без деце. Маркиз Теодор II је умро 1418. године.

## Монашки живот
Када је остала удовица, одлучила је да напусти световни живот. Препустивши руковођење пословима маркизу Јовану - Јакову, сину свог мужа из првог брака, повукла се у Албу где је ступила у Трећи ред светог Доминика.
Нешто касније, Филипо Марија Висконти, војвода од Милана, замолио је за њену руку и молио је папу Мартина V да је ослободи завета. Али Маргарета се успротивила формалном одбијању овог захтева и са неколико младих жена основала је манастир и ставила га под власт реда светог Доминика. Удвостручивши своје мртве, она је остала узор побожности и умрла је у Алби, 23. новембра 1464. године.

## Канонизације
Дана 13. децембра 1464. године, њени остаци су смештени у једноставну гробницу; 1481. године, пренети су у другачију и много лепшу гробницу подигнуту у њеном манастиру о трошку маркиза Вилијама VIII од Монферата. Тренутно се налазе у цркви Санта Марија Магдалена, Алба.
Четири племићка беати из породице Савоја приказана су на своду залива у јужном пролазу цркве Сан Микеле у Павији. Маркиза Маргарета Савоја је приказана обучена као монахиња која држи три стреле.